# Temnozaga
Temnozaga là một chi ốc biển, là động vật thân mềm chân bụng sống ở biểns trong family Sutilizonidae.

## Các loài
Các loài trong chi Temnozaga gồm có:
- Temnozaga parilis McLean, 1989[2]